# Humeocline
Humeocline là một chi thực vật có hoa trong họ Cúc (Asteraceae).

## Loài
Chi Humeocline gồm các loài: